# Tournoi de clôture du championnat du Paraguay de football 2025
Navigation
Torneo Apertura 2025 Torneo Apertura 2026
Le Tournoi de clôture du championnat du Paraguay de football 2025 est le 133e tournoi du Championnat du Paraguay de football de première division, connu sous le nom de « Copa de Primera Tigo-Ueno Bank ».
Les nouveaux venus à ce niveau de la compétition sont les deux équipes promues de División Intermedia 2024, le CD Recoleta et le CA Tembetary.

## Règlement
Le système de compétition des tournois saisonniers 2025 est composée de douze clubs qui s'affrontent tous lors de confrontations aller et retour. Le champion est l'équipe qui obtient le plus grand nombre de points après les 22 journées de championnat et se qualifie pour la Copa Libertadores 2026.
À la fin de ce deuxième tournoi, les deux premières équipes au classement cumulé des deux tournois n'étant pas champion se qualifient pour la phase préliminaire de la Copa Libertadores 2026 et les quatre clubs suivants se qualifient pour le tour préliminaire de la Copa Sudamericana 2026. Enfin les deux derniers du classement moyen sur trois saisons sont relégués en División Intermedia l'année suivante.
Le classement est calculé avec le barème de points suivant : une victoire vaut trois points, le match nul un. La défaite ne rapporte aucun point.
À égalité de points, les critères de départage sont les suivants :
1. Plus grand nombre de points lors des confrontations directes ;
2. Plus grande différence de buts lors des confrontations directes ;
3. Plus grande différence de buts générale ;
4. Plus grand nombre de buts marqués ;
5. Match d'appui su terrain neutre ;
6. Tirage au sort si plus de deux équipes à égalité.

## Participants
Le Torneo Apertura 2025 est la 7e édition à douze équipes, les deux promus de División Intermedia 2024 sont le CD Recoleta et le CA Tembetary.
| Club                    | Ville                       | Stade                     | Capacité | Classement 2024           |
| ----------------------- | --------------------------- | ------------------------- | -------- | ------------------------- |
| Club Olimpia            | Asunción                    | Defensores del Chaco      | 42 354   | 1er                       |
| Cerro Porteño           | Asunción                    | General Pablo Rojas       | 45 000   | 2e                        |
| Club Libertad           | Asunción                    | La Huerta                 | 14 000   | 3e                        |
| Club Guaraní            | Asunción                    | Gunther Vogel             | 5 000    | 4e                        |
| Club Sportivo 2 de Mayo | Pedro Juan Caballero        | Río Parapití              | 25 000   | 5e                        |
| CS Luqueño              | Luque                       | Luis Salinas Tanasio      | 10 000   | 6e                        |
| CS Ameliano             | Asunción                    | La Fortaleza del Pikysyry | 7 000    | 7e                        |
| Club Nacional           | Asunción                    | Arsenio Erico             | 7 500    | 8e                        |
| Club General Caballero  | Doctor Juan León Mallorquín | Ka'arendy                 | 10 120   | 10e                       |
| CS Trinidense           | Asunción                    | Martín Torres             | 3 000    | 11e                       |
| CA Tembetary            | Villa Elisa                 | Luis Alfonso Giagni       | 11 000   | 1er (División Intermedia) |
| CD Recoleta             | Asunción                    | Ricardo Gregor            | 4 000    | 2e (División Intermedia)  |

Légende des couleurs
- Phase de groupe de la Copa Libertadores 2025
- Tour préliminaire de la Copa Libertadores 2025
- Tour préliminaire de la Copa Sudamericana 2025
- Promu de División Intermedia 2024

## Compétition
| Rang | Équipe                  | Pts | J | G | N | P | Bp | Bc | Diff |
| ---- | ----------------------- | --- | - | - | - | - | -- | -- | ---- |
| 1    | Cerro Porteño           | 20  | 8 | 6 | 2 | 0 | 17 | 9  | +8   |
| 2    | Club Guaraní            | 16  | 8 | 5 | 1 | 2 | 18 | 9  | +9   |
| 3    | CS Luqueño              | 16  | 8 | 5 | 1 | 2 | 13 | 7  | +6   |
| 4    | Club Nacional           | 15  | 8 | 4 | 3 | 1 | 10 | 4  | +6   |
| 5    | CS Trinidense           | 14  | 8 | 4 | 2 | 2 | 12 | 9  | +3   |
| 6    | Club Libertad T         | 12  | 8 | 3 | 3 | 2 | 10 | 4  | +6   |
| 7    | Club Olimpia            | 9   | 8 | 2 | 3 | 3 | 11 | 14 | -3   |
| 8    | Club Sportivo 2 de Mayo | 9   | 8 | 2 | 3 | 3 | 9  | 12 | -3   |
| 9    | CD Recoleta P           | 8   | 8 | 2 | 2 | 4 | 12 | 15 | -3   |
| 10   | Club General Caballero  | 8   | 8 | 2 | 2 | 4 | 5  | 11 | -6   |
| 11   | CS Ameliano             | 4   | 8 | 1 | 1 | 6 | 6  | 17 | -11  |
| 12   | CA Tembetary P          | 1   | 8 | 0 | 1 | 7 | 6  | 18 | -12  |

| Légende : Qualifications et relégations | Légende : Qualifications et relégations                            |
| --------------------------------------- | ------------------------------------------------------------------ |
|                                         | Qualification pour la phase de groupe de la Copa Libertadores 2026 |
|                                         | T : Tenant du titre P : Promus de División Intermedia              |

## Classement cumulé de la saison 2025
| Rang | Équipe                  | Pts | J  | G  | N  | P  | Bp | Bc | Diff |
| ---- | ----------------------- | --- | -- | -- | -- | -- | -- | -- | ---- |
| 1    | Cerro Porteño           | 59  | 30 | 17 | 8  | 5  | 50 | 27 | +23  |
| 2    | Club Libertad Ouv       | 56  | 30 | 15 | 11 | 4  | 45 | 19 | +26  |
| 3    | Club Guaraní            | 54  | 30 | 17 | 3  | 10 | 45 | 33 | +12  |
| 4    | CS Trinidense           | 48  | 30 | 12 | 12 | 6  | 39 | 31 | +8   |
| 5    | Club Olimpia            | 42  | 30 | 10 | 12 | 8  | 38 | 36 | +2   |
| 6    | Club Nacional           | 40  | 30 | 11 | 7  | 12 | 33 | 32 | +1   |
| 7    | CS Luqueño              | 38  | 30 | 9  | 11 | 10 | 26 | 32 | -6   |
| 8    | CD Recoleta P           | 35  | 30 | 8  | 11 | 11 | 41 | 46 | -5   |
| 9    | CS Ameliano             | 33  | 30 | 8  | 9  | 13 | 29 | 37 | -8   |
| 10   | Club General Caballero  | 30  | 30 | 7  | 9  | 14 | 24 | 37 | -13  |
| 11   | Club Sportivo 2 de Mayo | 27  | 30 | 4  | 15 | 11 | 24 | 38 | -14  |
| 12   | CA Tembetary P          | 19  | 30 | 3  | 10 | 17 | 23 | 49 | -26  |

| Légende : Qualifications et relégations | Légende : Qualifications et relégations |
| --------------------------------------- | --- |
|                                         | Qualification pour la phase de groupe de la Copa Libertadores 2026                                                                                                  |
|                                         | Qualification pour le tour préliminaire de la Copa Libertadores 2026                                                                                                |
|                                         | Qualification pour le tour préliminaire de la Copa Sudamericana 2026                                                                                                |
|                                         | Ouv : Vainqueur du tournoi d'Ouverture 2025 Clo : Vainqueur du tournoi de Clôture 2025 P : Promus de División Intermedia C : Vainqueur de la Coupe du Paraguay 2025 |

## Classement de relégation
La relégation se fait selon la règle du pourcentage. Ainsi à la fin de la saison (succession de deux tournois) un classement est établi en divisant le nombre de points acquis par le nombre de matchs joués sur les trois dernières saisons. Les équipes reléguées sont les dernières de ce classement.
| Rang | Club                    | Total | Matchs | 2023 | 2024 | 2025 | Moyenne |
| 1    | Club Libertad           | 229   | 118    | 99   | 74   | 56   | 1.941   |
| 2    | Cerro Porteño           | 214   | 118    | 81   | 74   | 59   | 1.814   |
| 3    | Club Guaraní            | 185   | 118    | 65   | 66   | 54   | 1.568   |
| 4    | Club Olimpia            | 184   | 118    | 62   | 80   | 42   | 1.559   |
| 5    | Club Nacional           | 160   | 118    | 65   | 55   | 40   | 1.356   |
| 6    | CS Trinidense           | 159   | 118    | 65   | 46   | 48   | 1.347   |
| 7    | CS Luqueño              | 150   | 118    | 51   | 61   | 38   | 1.271   |
| 8    | Club Sportivo 2 de Mayo | 92    | 74     | 0    | 65   | 27   | 1.243   |
| 9    | CS Ameliano             | 146   | 118    | 57   | 56   | 33   | 1.237   |
| 10   | CD Recoleta P           | 35    | 30     | 0    | 0    | 35   | 1.167   |
| 11   | Club General Caballero  | 126   | 118    | 49   | 47   | 30   | 1.068   |
| 12   | CA Tembetary P          | 19    | 30     | 0    | 0    | 19   | 0.633   |

## Bilan de la saison
| Tournoi de clôture du championnat de football du Paraguay 2025 |   |
| Champion                                                       |   |
| Coupes et trophées                                             |   |
| Vainqueur de la Coupe du Paraguay 2025                         | 0 |
| Qualifications continentales                                   |   |
| Copa Libertadores 2026                                         |   |
| Copa Sudamericana 2026                                         |   |
| Promotions et relégations                                      |   |
| Promus en Copa de Primera Tigo-Ueno Bank                       |   |
| Relégués en División Intermedia                                |   |